# Glen Brand
Glen Brand (Clarion, Iowa, 3 de novembro de 1923 — Omaha, Nebraska, 15 de novembro de 2008) foi um lutador de luta livre norte-americano.

## Carreira
Foi vencedor da medalha de ouro na categoria de 73-79 kg em Londres 1948.